# Хоакін Ріаскос
Мануель Хоакін де Санта-Ісабель Ріаскос Гарсія (ісп. Manuel Joaquín de Santa Isabel Riascos García; 19 листопада 1833 — 8 серпня 1875) — колумбійський військовик і політик, виконував обов'язки президента Сполучених Штатів Колумбії після арешту Москери.

## Біографія
Народився 1833 року в окрузі Ла-Чоррера (нині територія Панами). Разом з родиною він у подальшому переїхав до Картахени, а потім — до Санта-Марти, зрештою оселився в Сієназі, де зайнявся сільським господарством і бізнесом.
Під час громадянської війни 1860—1862 років швидко став генералом, воюючи на боці повстанців, однак 14 січня 1862 року потрапив у полон і 11 місяців перебував в ув'язненні в Медельїні.
Сполучені Штати Колумбії в період після їх утворення перебували в стані, що його колумбійські історики влучно назвали «організованою анархією». 1864 року Хоакін Раскос, який на той момент очолював збройні сили, повалив президента Суверенного штату Магдалена Хосе-Марію Луїса Ерреру й оголосив тимчасовим президентом штату себе. 24 квітня 1867 року він став президентом штату вже легально.
Ухвалена 1863 року Конституція Сполучених Штатів Америки ліквідувала в країні пост віцепрезидента й запровадила пости «Designado Presidencial» — першого (Primer), другого (Segundo) та третього (Tercer); особи, які обіймали ті посади, мали виконувати обов'язки президента (в зазначеному порядку) в разі його відсутності (а також неможливості виконання президентських обов'язків попереднім Designado Presidencial). 1867 року Конгрес Колумбії призначив на черговий календарний рік чергових трьох Designado Presidencial: Сантоса Гутьєрреса, Сантоса Акосту й Хоакіна Ріаскоса.
29 квітня 1867 року, за п'ять днів після того, як Хоакін Ріаскос офіційно очолив Магдалену, президент країни Томас Сіпріано де Москера розпустив Конгрес, запровадив у країні воєнний стан та проголосив себе верховною владою. Не маючи точної інформації про те, що відбувається, але знаючи, що Сантос Гутьєррес перебуває за кордоном, Хоакін Ріаскос 12 травня 1867 року оголосив себе в. о. президента країни.
Тим часом 23 травня 1867 року стався військовий переворот: полковник Даніель Дельгадо Паріс заарештував Томаса Сіпріано де Москеру та передав владу Сантосу Акості. Через труднощі в комунікаціях Хоакін Ріаскос довідався про те, що у столиці стався переворот, лише в червні, й офіційно передав президентські повноваження Сантосу Акості. Після завершення терміну його повноважень на посту Суверенного штату Магдалена Хоакін Ріаскос виїхав до Сієнаги, де знову зайнявся сільським господарством і бізнесом.